# Clavipalpus vestitus
Clavipalpus vestitus är en skalbaggsart som beskrevs av Moser 1924. Clavipalpus vestitus ingår i släktet Clavipalpus och familjen Melolonthidae. Inga underarter finns listade i Catalogue of Life.